# Llista d'esportistes mallorquins campions del món

## A
- Josep Alós Crespí (Pesca esportiva)
- Miquel Alzamora Riera (Ciclisme)
- Josep Amengual Domingo (Pesca submarina)
- Daniel Amengual Grimalt (Pesca esportiva)
- Magdalena Amengual Mera (Pesca esportiva)
- Lidia Azor Suárez (Arts marcials)

## B
- Jerónima Ballesta Navarro (Petanca)
- Joan Ballester Moragues (Pesca submarina)
- José Luis Ballester Tuliesa (Vela)
- Núria Bover Piqué (Vela)
- Bernat Busquets Sastre (Culturisme)

## C
- Bernat Cabot (Pesca Esportiva)
- Jordi Calafat Estelrich (Vela)
- Mònica Calzeta Ruiz (Escacs)
- Pedro Campillo Frontera (Arts Marcials)
- Pere Carbonell Amengual (Pesca submarina)
- Sebastià Carbonell Martorell (Pesca submarina)
- Xavier Cardell (Vela)
- Margalida Crespí Jaume (Natació sincronitzada)[1][2][3]

## D
- Emili de la Cámara Perona (Atletisme)
- Mateu Dols Ballester (Pesca submarina)

## E
- Tomàs Estela Massot (Vela)
- Miquel Estela Miró (Vela)

## F
- Rudy Fernández Farrés (Bàsquet)
- Jaume Fiol Vives (Pesca submarina)
- Josep Carles Frau (Vela)
- Rubén Fuentes (Golf)
- Margalida Fullana Riera (Ciclisme)

## G
- Joan Galmés (Vela)
- Juan García Campos (Kick-Boxing)
- Antoni García Llabrés (Pesca esportiva)
- Antoni García Pajuelo (Pesca esportiva)
- Juan Diego Gil Sánchez (Natació paralímpica)
- Elena Gómez Servera (Gimnàstica)
- Silvia Gómez Vega (Pesca esportiva)
- Joan Gomis Vives (Pesca submarina)
- Jordi Guindos Font (Pesca esportiva)

## H
- Manuel Henares Vidal (Pesca esportiva)

## L
- Andreu López Schmid (Pesca esportiva)
- Jorge Lorenzo Guerrero (Motociclisme)
- Antonio Lupiáñez Arráez (Atletisme)
- Joan Llaneras Rosselló (Ciclisme)
- Julià Llinàs Quetglas (Natació)

## M
- Albert March Mas (Pesca submarina)
- Enric Martínez Victoria (Pesca esportiva)
- Miquel Mas Gayà (Ciclisme)
- Margalida Mora Rosselló (Tir paralímpic)

## N
- Rafel Nadal Parera (Tennis)

## P
- María Teresa Palacio Moyá (Front tennis)
- María José Pérez Adelvino (Petanca)
- Vicky Pertierra Monforte (Golf)
- Antoni Pinya Florit (Atletisme)
- Martí Pons Sintes (Pesca submarina)

## R
- Jaume Miquel Ramis Pieras (Futbol universitari)
- Joan Ramón Reus (Pesca submarina)
- Joan Josep Rigo Llinàs (Arts marcials)
- Elena Roig Santiago (Vela)
- Antònia Romero Guerra (Natació paralímpica)
- Rafel Rullán Ribera (Bàsquet)

## S
- Bartomeu Salas Company (Pesca submarina)
- Andreu Salom Riera (Natació de Combat)
- Bartomeu Salvà Vidal (Tennis)
- Fidel Solsona Fiol (Culturisme)
- Silvia Summers Ribot (Vela)

## T
- Tòfol Tauler Alós (Tir Olímpic)
- Àngel Gabriel Terrasa Pujol (Vela)
- Guillem Timoner Obrador (Ciclisme)
- Alba Torrens Salom (Bàsquet)
- Vicenç Xavier Torres Ramis (Natació Paralímpica)

## V
- Lluís Antoni Vidal Butler (Culturisme)

## Y
- Briggite Yagüe Enrique (Arts Marcials)[4]